# صفر (ترانه ایمجین درگنز)
«صفر» (به انگلیسی: Zero) ترانه‌ای از گروه موسیقی پاپ آمریکایی ایمجین درگنز است. این ترانه در ۱۹ سپتامبر ۲۰۱۸ به‌عنوان دومین تک‌آهنگ از چهارمین آلبوم استودیویی گروه سرچشمه‌ها (۲۰۱۸) توسط اینترسکوپ و والت دیزنی رکوردز منتشر شد. این ترانه در فیلم رالف اینترنت را خراب می‌کند قرار دارد و در دومین تریلر رسمی و موسیقی متن فیلم گنجانده شده‌است.